# Carl von Rosenstein
Carl von Rosenstein, ursprungligen Aurivillius, född 13 maj 1766 i Uppsala, död 2 december 1836 på Brunna herrgård, Uppsala, var en svensk ärkebiskop, riksdagsman samt prästståndets talman och prokansler för Uppsala universitet.  

## Biografi
Rosenstein var son till livmedikus, professor Samuel Aurivillius och Anna Margaretha Rosén von Rosenstein och bror till sjöofficeren Magnus von Rosenstein. Båda föräldrarna avled när Carl var barn och han och syskonen växte upp hos sin morfader, den berömde läkaren Nils Rosén von Rosenstein och mormoder Anna Christina von Hermansson. Carl Aurivillius föddes in i den akademiska världen, med en far, morfar, mormors far och mormors morfar som varit professorer vid Uppsala universitet och han inskrevs ett halvt år gammal vid universitetet. När morfadern adlades 1773 adopterades Carl och hans syskon på dennes adliga namn och nummer, Rosén von Rosenstein – Carl kom dock att kalla sig von Rosenstein likom morbrodern Nils von Rosenstein som vid tiden var universitetets kanslersekreterare.
Studierna i Uppsala företogs för Mattias Norberg och Zacharias Nordmark och i 20-årsåldern disputerade Rosenstein pro exercitio för Jacob Axelsson Lindblom i närvaro av Gustav III, och fick magistergraden för den uppskattade ventilationen. Därefter studerade von Rosenstein klassisk litteratur för Lindblom, men övergick därifrån till teologin – hans mormor var för övrigt dotterdotter till ärkebiskop Mattias Steuchius och systerdotter till ärkebiskop Johannes Steuchius samt avlägset släkt med flera andra i den befattningen genom Bureätten. Han prästvigdes 1791 sedan efter att ha blivit magister primus och docent i teologi 1790.
Efter mordet på Gustav III besökte Rosenstein den häktade Carl Fredrik Ehrensvärd, något som brukar förklaras med att Rosenstein var politisk radikal i ungdomen och deltog i Uppsalajuntan.
Rosenstein tog denna tid tjänst som bataljonspredikant, begav sig på utrikes resa med sin bror översten Magnus von Rosenstein på örlogsfregatten Bellona till Marocko, Italien och England. 1792 blev han teologie liceniat. Sedan han en tid varit pastor vid Livregementet och samtidigt haft tjänst som teologie lektor vid universitetet i Uppsala, lämnade han armén och blev  1796 kyrkoherde i regalpastoratet Kumla och Hallsberg där han tillika blev honorarieprost. 
Han engagerade sig i Örebro läns hushållningssällskap som han var medgrundare av och där han under några år var sekreterare, samt var som kyrkoherde aktiv i frågor om utbildning och fattigvård. Hans tonvikt vid det praktiska livet var en följd av den teologiska uppfattning som han delade med Lindblom. Vid denna tid anslöt sig Rosenstein till den teologiska skola som kallas neologi, vilken påverkad av upplysningens idéer försökte finna en balans mellan förnuft och uppenbarelse. I sin ålderdom skulle von Rosenstein göra avbön för detta och förklara sin åsikt med att han i sin ungdom saknade teologiskt djup. Neologin som den utvecklades i Sverige försökte inkorporera prästens roll i samhället och människors dagliga liv samt att fungera jämkande mellan ytterligheter av förnuftstro och känslobaserad mystik. I Kumla hade von Rosenstein flera yngre släktingar i sin vård i hemmet, dit han också lät främlingar komma.
I statskuppen 1809 deltog Rosenstein indirekt. Han var god vän med Georg Adlersparre och lät inkvartera dennes trupper hos sig i Kumla. Detta turbulenta år utsågs von Rosenstein till biskop i Linköpings stift och drogs in i rikspolitiken som riksdagsman för prästståndet samma vår. Det var von Rosenstein som höll predikan vid riksdagens öppnande 1809 och han lyftes fram som en person som förkroppsligade den nya tidens idéer, det vill säga maktdelningsläran av Montesquieu och brittisk statsteori. Han var en av de första att stödja valet av Bernadotte som svensk tronföljare. Han ingick 1809 i sekreta utskottet och i kommissionen angående tryckfrihetsförordningen samma år, och skulle avancera inom riksdagen, vara prästståndets talman och ingå i statsutskottet. 1809 blev han utnämnd till teologie doktor och ledamot av Nordstjärneorden.
I samband med turbulensen 1809 började Rosenstein glida bort från neologin och bli mera ortodox i sin uppfattning, vilket bland annat märks i hans predikningar som i allt högre grad hämtar stoff från Bibeln. Detta skedde samtidigt som romantikens idéer nådde Sverige och kan också sättas i samband med den idétraditionen. Sedan han övergivit sin ungdoms politiska radikalism blev han en av de trognaste rojalisterna. §16 i 1809 års regeringsform, om religionsfriheten, anses han vara upphov till.
I början av 1810-talet deltog Rosenstein i psalmbokskommissionen och var korresponderande ledamot av fattigvårdskommissionen. 1814 var Rosenstein en av de kommissionärer som underhandlade i den fredsförhandling som den 4 november samma år i Kristiania ledde till svensk-norska unionen. För sin medverkan har Rosenstein kritiserats för eftergifter, men nyare forskning har visat att han handlade på direkta instruktioner från kronprinsen. 1818 utnämndes han till riddare av Carl XIII:s orden.
Som biskop i Linköping grundade Rosenstein Östergötlands hushållningssällskap och var en av de viktigaste tillskyndarna av anläggandet av Göta kanal. Han var ungdomsvän till Baltzar von Platen. 
1819 utsågs Rosenstein till ärkebiskop varmed han också blev prokansler för Uppsala universitet. I tidens utbildningsdebatter var han en självskriven ledare och deltog i olika undervisningskommissioner som skulle nydana det svenska skolväsendet. I dessa frågor var Rosenstein en konservativ kraft som motsatte sig realskoleundervisning och förordade ett framtida fokus på klassiska studier. Som ärkebiskop har han sagts försöka vara alltför tillmötesgående och mån om att vara till lags, samt att han var lika mycket adelsman och soldat som präst. Såsom ärkebiskop krönte han drottning Desideria 1829, vigde kronprins Oscar och prinsessan Josefina 1823, samt döpte deras fem barn, däribland de blivande kungarna Karl XV och Oscar II. Fyra av barnen döptes i Stockholms slottskapell.
Under Rosensteins sista levnadsår höll han på att göra personlig konkurs och slog sig ner på Brunna herrgård med sin hustru som han sammanvigdes med 1793. Hustrun, friherrinnan Henriette Elisabeth Cederström, dotter till överste Claes Cederström och Margareta von Mevius, led av en sinnessjukdom och äktenskapet blev barnlöst. Rosenstein avled 1836, och ligger begravd på Uppsala gamla kyrkogård. Hustrun överlevde maken med nästan 20 år, och avled 1854.
Han invaldes 1809 som ledamot nummer 334 av Kungliga Vetenskapsakademien. Rosenstein var ledamot av Svenska Akademien 1819–1836, stol 5.